# Juan Ignacio Liébana
Juan Ignacio Liébana (* 6. Juni 1977 in Buenos Aires) ist ein argentinischer römisch-katholischer Geistlicher und Bischof von Chascomús.

## Leben
Juan Ignacio Liébana studierte Philosophie und Theologie am Priesterseminar des Erzbistums Buenos Aires, für das er am 27. November 2004 das Sakrament der Priesterweihe empfing.
Nach der Priesterweihe war er zunächst Kaplan in seiner Geburtsstadt und meldete sich anschließend freiwillig für die Tätigkeit im Bistum Añatuya, in dessen Klerus er 2014 inkardiniert wurde. Hier war er in der Pfarrseelsorge tätig und zudem Spiritual am Priesterseminar des Bistums Santiago del Estero. Er gehörte dem Konsultorenkollegium an und war Direktor des diözesanen Missionsamtes von Añatuya. Bis zu seiner Ernennung zum Bischof war er Pfarrer in Campo Gallo und Rektor des Marienheiligtums Virgen de Huachana.
Papst Franziskus ernannte ihn am 9. Januar 2024 zum Bischof von Chascomús. Die Bischofsweihe spendete ihm der Bischof von Santiago del Estero, Vicente Bokalic Iglic CM, am 2. März desselben Jahres in der Kathedrale von Chascomús. Mitkonsekratoren waren der Erzbischof von Buenos Aires, Jorge Ignacio García Cuerva, der Erzbischof von La Plata, Gabriel Antonio Mestre, der Bischof von Añatuya, José Luis Corral SVD, und sein Amtsvorgänger als Bischof von Chascomús, Carlos Humberto Malfa.